# Tommaso Ceva
Tommaso Ceva (1648-1737) là nhà toán học người Ý. Ông là người đưa ra định lý Ceva, trong đó có nói rằng: Nếu trên các cạnh đối diện với các đỉnh A, B, C của tam giác ABC, ta lấy các điểm A', B' và C' tương ứng sao cho AA', BB' và CC' đồng quy thì (AB'.CA'.BC')/(B'C.A'B.C'A)=1.